# Liste des seigneurs puis ducs de Montmorency
 (mars 2016).
Voici la liste des seigneurs (sires) de Montmorency, localité située dans la région Île-de-France, en France.

## Généalogie des premiers seigneurs
- Bouchard de Bray (mort en 978)
x Hildegarde de Blois, fille de Thibaud le Tricheur (mort en 975), comte de Blois, de Chartres, de Châteaudun et de Tours
  - Albéric, seigneur de Vihiers
  - Thibault de Bray
  - Bouchard le Barbu 2e du nom (mort en 1020), seigneur de Montmorency, d’Écouen, de Marly, de Feuillarde et de Château-Basset
x Idelinde, veuve de Hugues de Château-Basset
    - Albéric (mort v. 1060), connétable de France
    - Foucaud, seigneur de Banterlu
    - Gelduin
    - Bouchard III de Montmorency (mort en 1047), seigneur de Montmorency et de Marly
x Helvide de Basset
      - Thibaud de Montmorency (mort v. 1090), seigneur de Montmorency, connétable de France
      - Hervé de Montmorency (mort v. 1094), seigneur de Montmorency et de Marly, bouteiller de France
x Agnès d'Eu, fille de Guillaume Busac d'Eu
        - Geoffroy (mort v. 1087)
        - Hervé (mort v. 1116)
        - Albéric (mort v. 1110)
        - Bouchard IV de Montmorency, (mort en 1131/1132 à Jérusalem), seigneur de Montmorency, de Marly, de Feuillarde, de Saint-Brice, d'Épinay et d'Hérouville
x1 Agnès de Beaumont, dame de Conflans, fille du comte Yves IV de Beaumont
x2 Agnès de Pontoise, fille de  Raoul Déliès, seigneur de Pontoise
          - (1) Thibaut, connétable de France, rejoint la croisade en 1147
          - (1) Adélaïde (Adeline) de Montmorency
x Guy de Guise (mort en 1141)
          - (1) Mathieu Ier de Montmorency, (v. 1100-1160), seigneur de Montmorency, d'Écouen, de Marly, de Conflans et d'Attichy, connétable de France (1138-1160) sous Louis VII
x1 Aline ou Alix, fille illégitime du roi Henri Ier d'Angleterre
x2 Adèle de Savoie (ou Alix, ou Adélaïde) (1100-1154), veuve du roi Louis VI le Gros.
          - (2) Hermer
          - (2) Hervé (mort v. 1172), connétable d'Irlande
x Isabelle de Beaumont, veuve de Gilbert de Clare (1100-1147), comte de Pembroke

Voici la liste des barons de Montmorency, en France.

## Seigneurs de Montmorency

D'après un sceau de Mathieu II (1177)

Le même Mathieu II à partir de 1214 (à la suite de la victoire de Bouvines)

- avant 1013 : Bouchard II de Montmonrency
- avant 1013 - après 1047 : Bouchard III de Montmorency
- après 1047 - 1090 : Thibaud de Montmorency
- 1090-1094 : Hervé de Montmorency
- 1094 - 2 janvier 1131 : Bouchard IV de Montmorency
- 2 janvier 1131 - 1160 : Mathieu Ier de Montmorency, connétable de France, premier Baron de Montmorency
- 1160-1189 : Bouchard V de Montmorency
- 1189 - 24 novembre 1230 : Mathieu II de Montmorency, grand connétable de France
- 24 novembre 1230 - 1er février 1243 : Bouchard VI de Montmorency
- 1er février 1243 - 1270 : Mathieu III de Montmorency
- 1270-1304 : Mathieu IV de Montmorency
- 1304 - après 1310 : Mathieu V de Montmorency
- après 1310 - juin 1325 : Jean Ier de Montmorency
- juin 1325 - 11 septembre 1381 : Charles Ier de Montmorency
- 11 septembre 1381 - 1414 : Jacques de Montmorency
- 1414 - 6 juillet 1477 : Jean II de Montmorency
- 6 juillet 1477 - 24 mai 1531 : Guillaume de Montmorency
- 24 mai 1531 - 1551 : Anne de Montmorency, maréchal et connétable de France, créé duc de Montmorency.

## Ducs de Montmorency (1551-1689)
Le duché de Montmorency est érigée une première fois en 1551 et élevée au rang de pairie.
- 1551-1567 : Anne de Montmorency, premier duc de Montmorency, maréchal et connétable de France
- 1567-1579 : François de Montmorency, deuxième duc de Montmorency
- 1579-1614 : Henri Ier de Montmorency, troisième duc de Montmorency.
- 1614-1632 : Henri II de Montmorency, quatrième duc de Montmorency, décapité sur ordre du roi.
- 1633-1650 : Charlotte Marguerite de Montmorency, dame de Montmorency, sœur du quatrième duc et son époux, Henri II de Bourbon, prince de Condé, premier duc et duchesse de Montmorency
- 1650-1686 : Louis II de Bourbon, prince de Condé, le Grand Condé, deuxième duc de Montmorency
- 1686-1689 : Henri III de Bourbon, prince de Condé, troisième duc de Montmorency. En 1689, il fait changer le nom du duché de Montmorency en duché d'Enghien pour légitimer le titre de duc d'Enghien porté traditionnellement depuis 1566 par le fils aîné du prince de Condé.

Voir duc d'Enghien. Le titre ducal de Montmorency-Enghien s'éteint en 1830 dans la maison de Bourbon-Condé. En 1832, la commune d'Enghien (Seine-et-Oise) reprend son ancien nom de Montmorency. Une partie de cette commune est détachée en 1850 sous le nom d'Enghien-les-Bains